# Clossiana leonina
Clossiana leonina är en fjärilsart som beskrevs av Hans Fruhstorfer 1909. Clossiana leonina ingår i släktet Clossiana och familjen praktfjärilar. Inga underarter finns listade i Catalogue of Life.